# Eurico de Azevedo Villela
Eurico de Azevedo Villela foi um cientista, médico, professor, higienista e administrador de hospitais brasileiro. Nasceu em Teresópolis – Rio de Janeiro aos 10 de setembro de 1883. Filho de Tomé de Andrade Villela e Maria de Azevedo, descendentes de Julia Maria da Caridade, uma das três Ilhoas - irmãs açorianas que imigraram para o Brasil, onde aportaram por volta de 1723, fixando residência em Minas Gerais. Aqui se tornaram troncos de antigas, tradicionais e importantes famílias.
Ingressou para a Faculdade de Medicina do Rio de Janeiro em 1899.
Após concluir o curso na Faculdade de Medicina, passou a clinicar no interior paulista.
Casou-se com Maria José Libânio, nascida em Pouso Alegre aos 10 de setembro de 1906.
Em 1912, torna-se pesquisador do Instituto Oswaldo Cruz, incorporando-se ao grupo que investigava a tripanossomíase americana em Lassance e em Manguinhos.
No início dos anos 20 do século passado, o Hospital Oswaldo Cruz começou as atividades em sua sede recém construída, passando a centralizar as pesquisas que estavam sendo realizadas nos outros hospitais e a reorganizar o seu corpo clínico.
Seu primeiro diretor, Eurico Villela, descobridor do primeiro caso do Mal de Chagas no estado de São Paulo, já vinha estudando, há alguns anos, essa doença em Lassance, na Santa Casa de Belo Horizonte e no Hospital São Francisco de Assis (Artigo REVISTA CANTAREIRA DA UFF - Relações entre o Hospital de Manguinhos e o Serviço de Estudos de Grandes Endemias - Edição 5). 
Suas pesquisas trazem importante contribuição aos conhecimentos clínicos sobre a forma cardíaca da doença de Chagas.
Em 1922, Villela publica em parceria com Chagas um trabalho em que, entre as múltiplas manifestações clínicas referentes às formas crônicas da tripanossomíase americana, são destacadas as perturbações do ritmo cardíaco, atribuídas às lesões causadas pelo T. cruzi no miocárdio. 
Chagas e Villela afirmam que essa condição da doença, generalizada nas zonas endêmicas e aí observada com intensidade e extensão máximas, constitui a característica clínica por excelência da tripanossomíase americana.
A colaboração entre Eurico Villela e Carlos Chagas ultrapassa o domínio dos estudos sobre a tripanossomíase americana.
Durante a gestão de Chagas como diretor do Instituto Oswaldo Cruz (1917-1934), Villela chefia a Seção de Medicamentos Oficiais do Instituto e atua diretamente na organização do Hospital Oswaldo Cruz, destinado a promover estudos clínicos sobre a tripanossomíase americana e outras doenças endêmicas do país.
Em 1923, integra a delegação brasileira, chefiada por Chagas, que participa das comemorações do centenário de Louis Pasteur na França, sendo de sua responsabilidade organizar a participação do Instituto Oswaldo Cruz na Exposição de Higiene realizada em Estrasburgo.
No período em que Chagas dirige o Departamento Nacional de Saúde Pública (1920-1926), Villela o auxilia na criação da Escola de Enfermagem Anna Nery e do Hospital São Francisco de Assis, do qual é o primeiro diretor (Livro: Um aprendiz de ciência - Capítulo II - Estudos médicos  - Carlos Chagas Filho – Editora Nova Fronteira - Rio de Janeiro paginas 33 e 36) 
Villela destaca-se ainda nos trabalhos que realiza em Belo Horizonte. Designado, em 1915, para a filial do Instituto Oswaldo Cruz nessa cidade, funda o posto antiofídico, trabalha na fabricação do soro escorpiônico e cria ambulatórios para o estudo clínico das endemias rurais.
Além de desenvolver atividades de pesquisa, Eurico Villela dedica-se também ao ensino médico.
Professor de Patologia Geral da Faculdade de Medicina de Minas Gerais e assistente de Chagas na cátedra de Doenças Tropicais e Infecciosas da Faculdade de Medicina do Rio de Janeiro, assume interinamente essa cadeira após a morte de Chagas em 1934.
Em 1940, é nomeado diretor do Curso de Saúde Pública do Instituto Oswaldo Cruz.
Eurico de Azevedo Villela faleceu em 8 de março de 1962, de doença de chagas, motivada pela contaminação pelo inseto Barbeiro durante suas pesquisas. 